# Renwick Gallery
La Renwick Gallery est une branche du Smithsonian American Art Museum, situé à Washington. Elle est consacrée à l'artisanat et aux arts décoratifs américains du XIXe au XXIe siècle.
Elle est située dans un bâtiment historique sur Pennsylvania Avenue.